# Autopista de Alaska
La autopista Alaska (en inglés Alaska Highway, anteriormente autopista Alcan) es una carretera que atraviesa el Yukón y sirve de conexión entre Dawson Creek en la Columbia Británica, y Fairbanks en Alaska, cubriendo una distancia de 2,451 km.

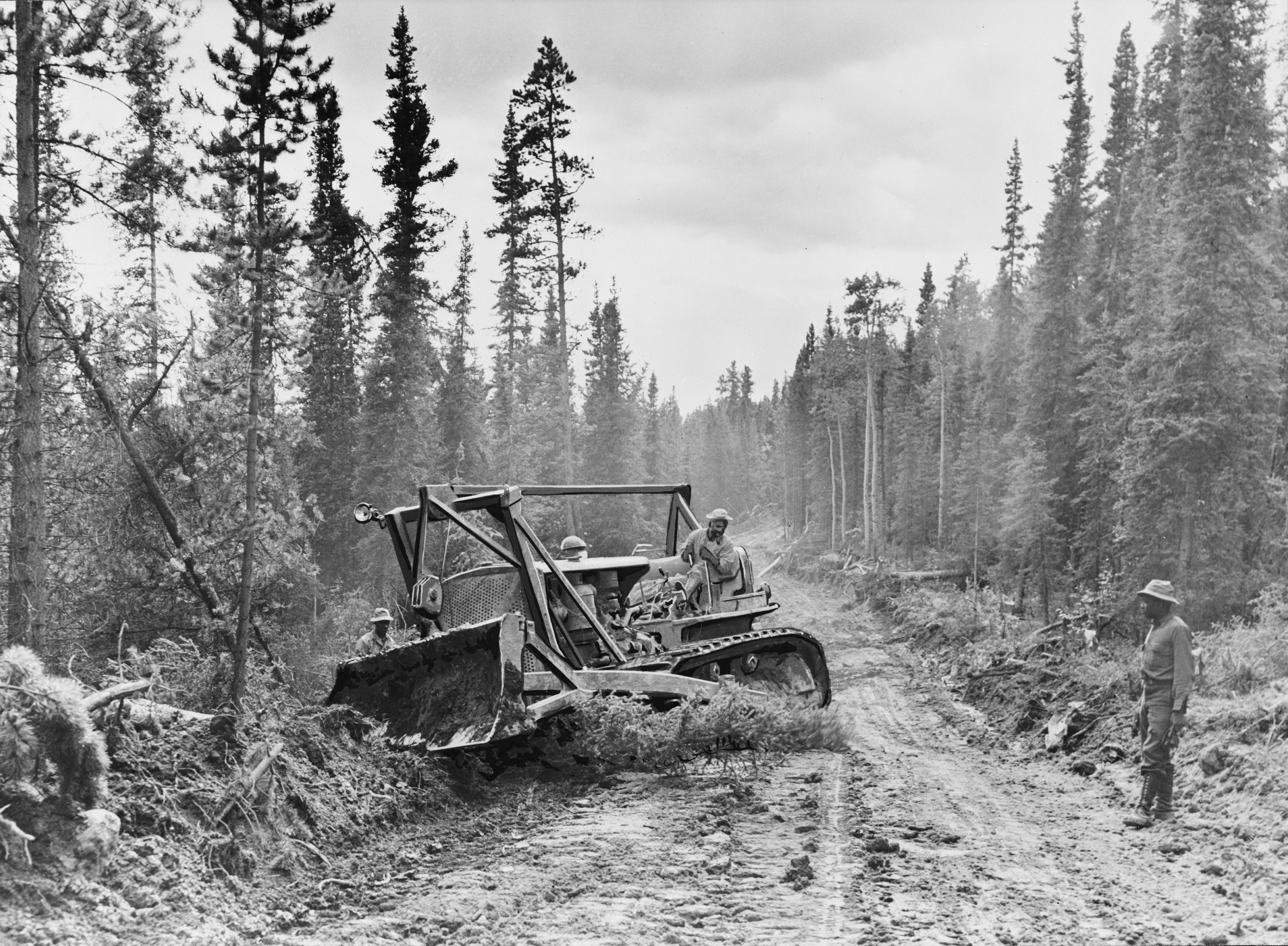
Construcción de la autopista, 1942.

Fue construida por los ingenieros del Ejército de los Estados Unidos en 1942 como una medida de emergencia para proveer una ruta de suministro terrestre durante la Segunda Guerra Mundial en Alaska. Hoy en día es una ruta turística operativa todo el año.

Autopista Alaska sobre el río Blanco, Beaver Creek, Yukón, Canadá.